# Julien Doreau
Julien Doreau (Le Creusot, 19 gennaio 1983) è un ex cestista francese.